# ميجا مان إكس كولكشن
ميجا مان إكس كولكشن (بالإنجليزية: Mega Man X Collection)‏، هي لعبة فيديو أكشن ومنصات، طورتها كابكوم برودكشن ستوديو 1 ونشرتها كابكوم على نينتندو غيم كيوب وبلاي ستيشن 2 في 2006.
تحتوي اللعبة على أول ستة أجزاء من السلسلة وميجا مان باتل آند شايس.